# Zubeen Garg

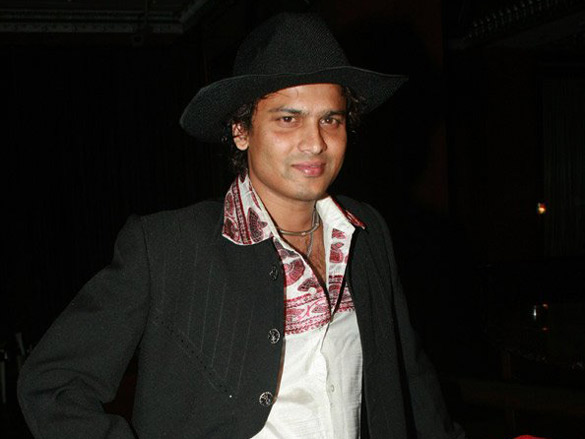
Zubeen Garg (2007)

Zubeen Garg, geboren als Zubeen Borthakur (geb. 18. November 1972 in Tura, Meghalaya) ist ein indischer Sänger, Komponist, Songwriter, Musikproduzent, Regisseur, Filmproduzent und Schauspieler. Er wuchs in Jorhat im Bundesstaat Assam auf.

## Wirken
Neben seinen Liedern auf Assamesisch hat Garg viele Lieder in anderen Sprachen und Dialekten gesungen, darunter Bishnupriya Manipuri, Bodo, Englisch, Goalparia, Kannada, Karbi, Malayalam, Marathi, Nepalesisch, Odia, Tamil und Telugu. Er ist auch Instrumentalist und spielt Dhol, Gitarre, Mandoline, Keyboard und verschiedene  Schlaginstrumente. Im asiatischen Raum hat er verschiedene Preise gewonnen.